# هیلیوبولیس
هیلیوبولیس (به عربی: هیلیوبولیس) یک شهرداری در الجزایر است که در استان قالمه واقع شده‌است. هیلیوبولیس ۲۲٬۶۰۵ نفر جمعیت دارد.

## نگارخانه

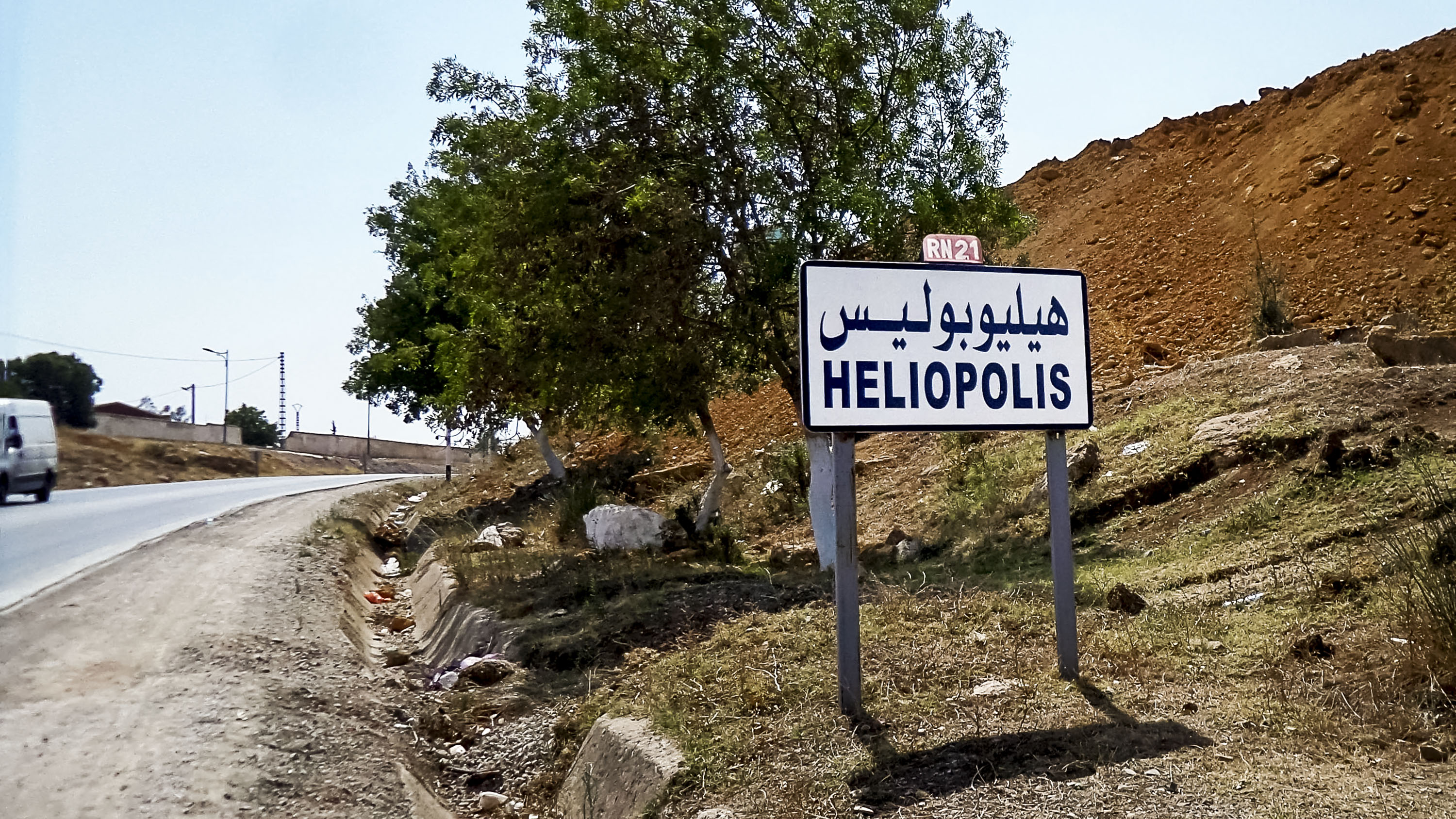